# 圣水寺 (罗源县)
26°29′02.26″N 119°32′33.84″E / 26.4839611°N 119.5427333°E
圣水寺，是位于福建省福州市罗源县南郊莲花山腰的一座佛教寺庙，1980年和栖云洞（现为全国重点文物保护单位）一同入选首批罗源县文物保护单位，类型为古建筑，历史年代为清代。

## 历史与建筑
该寺位于县城南郊莲花山腰，始建于北宋紹聖三年（1096年)，现存建筑为明朝万历年间所建，寺庙为土木结构，整体对称，坐东朝西偏北，面宽 14.24—19.6米，进深58.3米，面积1544平方米，包括山门、回廊、泻露池、钟鼓楼和大雄宝殿等结构，寺侧有全国文物保护单位栖云洞造像。寺内外原有大量石刻和题刻，称作莲花山摩崖石刻，部分毁于文革时期。